# Trödler und Co
 Trödler und Co, Suíça no Festival Eurovisão da Canção 1979.
Trödler und Co (Folgazão e Cia) foi a canção que representou a Suíça no Festival Eurovisão da Canção 1979,  cantada em alemão por Peter, Sue & Marc e Pfuri Gorps & Kniri. O referido tema tinha letra e música de Peter Reber e orquestração de Rolf Zuckowski. Esta foi a terceira vez que Peter, Sue & Marc, já tinham participado em 1971 e 1976.
Foi a oitava canção a desfilar na noite do evento, a seguir à canção grega e antes da canção alemã.Depois da votação, terminou em décimo lugar, tendo recebido 60 votos.